# آرمان ماسار
آرمان ماسار (فرانسوی: Armand Massard‎؛ ۱ دسامبر ۱۸۸۴ – ۹ آوریل ۱۹۷۱) شمشیرباز اهل فرانسه بود.
وی در مسابقات کشوری و بین‌المللی در مجموع برندهٔ ۱ مدال طلا، ۱ مدال نقره، ۱ مدال برنز شده‌است.